# Arzobispo de York

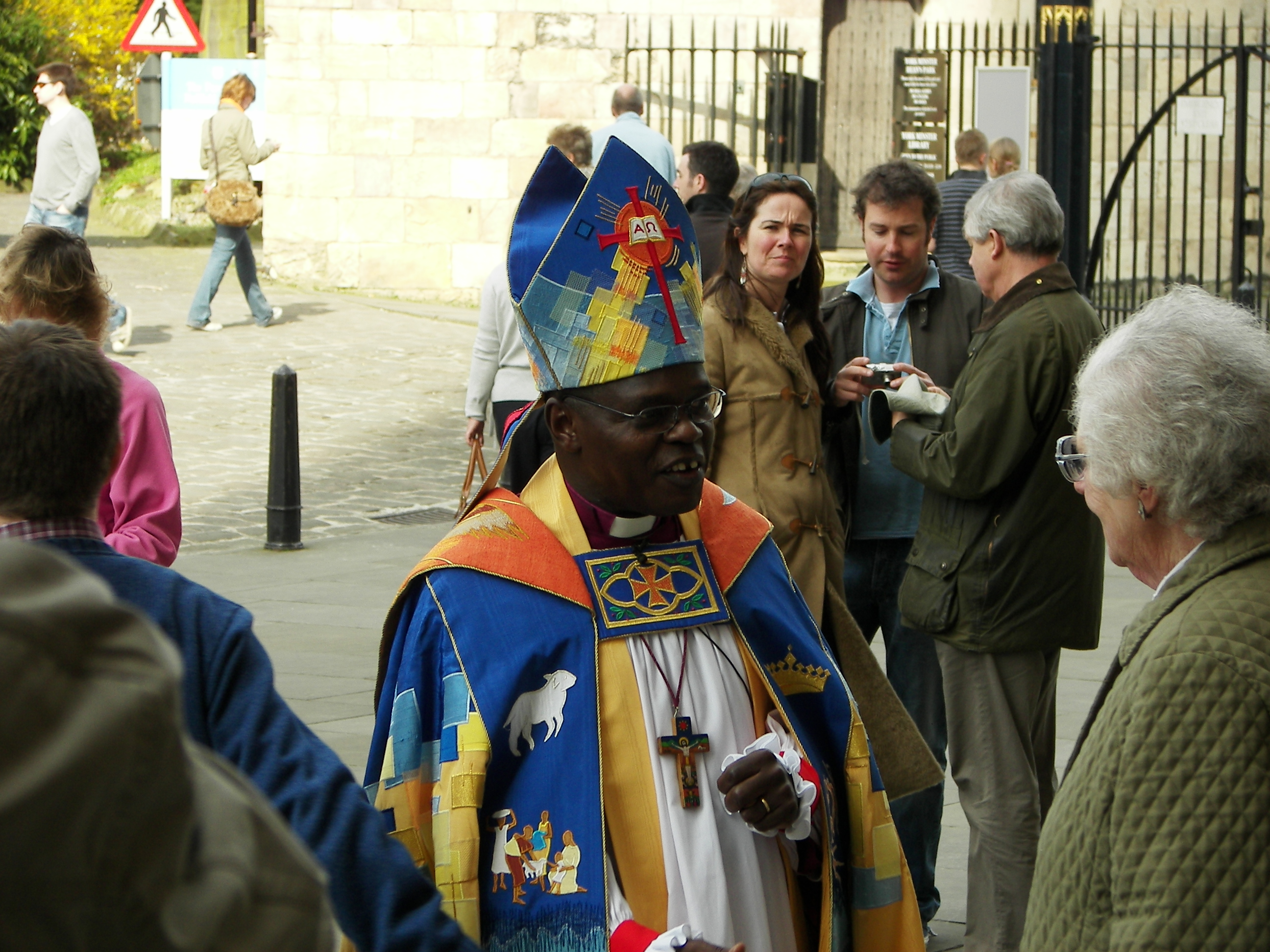
John Sentamu, arzobispo de York (2005-2020).

El arzobispo de York es un clérigo de alto rango en la Iglesia de Inglaterra, solo superado por el arzobispo de Canterbury. Él es el obispo diocesano de la diócesis de York y metropolitano de la provincia de York, que abarca la porción norte de Inglaterra (al norte del río Trent), así como la isla de Man. El arzobispo es un miembro ex officio de la Cámara de los Lores, y es considerado primado de Inglaterra (el Arzobispo de Canterbury es el Primado de Toda Inglaterra.) Su sede está en la catedral de York en el centro de York y su residencia oficial es el Bishopthorpe Palace en el pueblo de Bishopthorpe, a las afueras de York.
El titular, desde el 5 de octubre de 2020, es el Reverendísimo Stephen Geoffrey Cottrell. Es habitual que un obispo o arzobispo de la Iglesia de Inglaterra se denomine a sí mismo con su nombre de pila (abreviado generalmente).

## Historia

### Época Romana
Se sabe de la existencia de obispos en York (Eboracum) desde muy tempranos tiempos de la Era Cristiana. Estuvieron particularmente presentes en los Concilios de Arlés y Nicea. Sin embargo, esta comunidad cristiana fue destruida más tarde por los sajones, de religión pagana, y no hay sucesión directa de estos obispos.

### Edad Media
La diócesis fue refundada por Paulino de York (un miembro de la misión gregoriana de san Agustín) en el siglo VII. Notable entre los primeros obispos es Wilfrido de York. Estos primeros obispos de la diócesis York actuaron como prelados de otras archidiócesis hasta que Ecgbert de York recibió el palio del papa Gregorio III en el 735 y estableció los derechos metropolitanos al norte del río Trent. Hasta la invasión danesa, los arzobispos de Canterbury ejercieron su autoridad solo ocasionalmente, no siendo hasta la conquista normanda que los arzobispos de York afirmaron su completa independencia.
En el momento de la invasión normanda York tenía jurisdicción sobre Worcester, Lichfield, y Lincoln, así como las diócesis de las Islas del Norte y Escocia. Pero las tres primeras diócesis mencionadas fueron separadas en 1072. En 1154 las sedes sufragáneas de la Isla de Man y las Islas Orcadas fueron trasladados a la archidiócesis noruega de Nidaros (actual Trondheim), y en 1188 todas las diócesis de Escocia, salvo Whithorn fueron liberados de su supeditaje a York, de manera que solo las diócesis de Whithorn, Durham y Carlisle se mantuvieron como sedes sufragáneas de York. De éstas, Durham era prácticamente independiente, porque los obispos de esta diócesis fueron poco menos que soberanos en su propia jurisdicción. Sodor y Man volvieron a York durante el siglo XIV, para compensar la pérdida de Whithorn, cedida a la Iglesia de Escocia.
Varios de los arzobispos de York ocuparon la oficina ministerial del Lord Canciller de Inglaterra y tomaron parte en los asuntos de Estado. Prueba de ello es este escrito de Peter Heylin (1600-1662): "Esta sede ha dado a la Iglesia ocho santos, a la Iglesia de Roma tres cardenales, al reino de Inglaterra doce Lores Cancilleres y dos Lores del Tesoro, y al norte de Inglaterra dos Lores Presidentes". La función de la diócesis se complicaba también por la continuación del conflicto sobre la primacía de la sede de Canterbury.

Escudo del arzobispo de York: En campo de gules, dos llaves de plata en sotuer con las guardas hacia arriba; en jefe, una corona real.

### Reforma anglicana
En el momento de la Reforma, York poseía tres sedes sufragáneas, Durham, Carlisle, y Sodor y Man, que estaban unidas, a las que durante el breve reinado de María I (1553-1558) fue añadida la diócesis de Chester, fundada por Enrique VIII, pero posteriormente reconocida por el papa.
Hasta 1559, los obispos y arzobispos estaban en comunión con el papa de Roma. Pero a partir de la Reforma y, posteriormente, la muerte de María I, el arzobispo de York, junto con el resto de la Iglesia de Inglaterra se convirtieron en parte de la Comunión anglicana.
En este tiempo, la residencia en Londres de los arzobispos de York desde el siglo XIII, el Palacio de Whitehall o York Place, se convertiría en la residencia real. La propiedad había sido comprada por el arzobispo Walter de Grey (c.1180-1255) tras la muerte del cardenal Thomas Wolsey.